# Ніколи знову (фільм, 2001)
«Ніколи знову» (англ. Never Again) — американська комедія 2001 року, написана та знята Еріком Шеффером. У фільмі зіграли Джеффрі Тембор, Джилл Клейберг, Керолайн Аарон, Білл Дюк, Сенді Дункан і Майкл МакКін. Після показу в 2001 році на фестивалі South by Southwest вийшов у широкий прокат 12 липня 2002 року.

## Синопсис
«Ніколи знову» — це безжальний і водночас співчутливий погляд на двох закоханих п'ятдесятирічних нью-йоркців. Крістофер (Джеффрі Тембор) — дезінсектор і джазовий музикант, який після багатьох років стосунків на одну ніч починає сумніватися у своїй сексуальній орієнтації. Грейс (Джилл Клейберг) — розлучена жінка, яка прагне розпочати життя з чистого аркуша. Коли побачення наосліп для Грейс закінчується невдачею, вона заходить до гей-бару, де знайомиться з Крістофером. Обставини складаються настільки несприятливо, що їх одразу ж тягне одне до одного.

## Акторський склад
| Актор            | Роль          |
| ---------------- | ------------- |
| Джеффрі Тембор   | Крістофер     |
| Джилл Клейберг   | Грейс         |
| Керолайн Аарон   | Елейн         |
| Білл Дюк         | Ерл           |
| Сенді Дункан     | Наташа        |
| Майкл Маккін     | Алекс         |
| Білл Віден       | містер Спіді  |
| Пітер Дінклейдж  | Гаррі Епплтон |
| Ебон Мосс-Бакрак | Енді          |
| Лілі Рейб        | Тесс          |

## Відгуки
«Ніколи знову» отримав негативні відгуки від критиків. На сайті Rotten Tomatoes фільм має рейтинг 31% на основі 61 рецензії з оцінкою 4,4/10. Критичний консенсус на сайті звучить так: «Гра акторів чудова, але більша частина історії звучить фальшиво».